# Prudent Felix van Hootegem
Prudent Felix van Hootegem (Kapelle, 30 juni 1900 – Knokke, 21 oktober 1985) was een Nederlands burgemeester.
Hij werd geboren als zoon van Eduard Jacobus van Hootegem (1873-1951; landbouwer) en Ida Maria Blondeel (1873-1965). In zijn jeugd verhuisde het gezin naar Aardenburg waar hij rond 1918 volontair was bij de gemeentesecretarie. In 1920 ging hij werken voor de gemeente Terneuzen en begin 1925 werd hij de gemeentesecretaris van Sluis. In maart 1950 volgde daar zijn benoeming tot burgemeester. Na zijn pensionering in 1965 bleef hij aan als waarnemend burgemeester van Sluis. Van Hootegem zou die functie tot de gemeentelijke herindeling in 1970 blijven vervullen. In 1985 overleed hij op 85-jarige leeftijd in het Onze-Lieve-Vrouw Ter Linden Ziekenhuis in het Belgische Knokke. Zijn jongere broer Camille van Hootegem is burgemeester van Hontenisse geweest.